# Beatnik

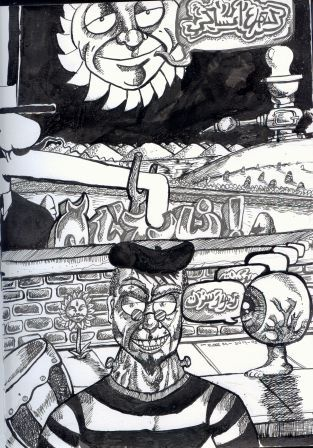
"Beatnik", dibujo de Jah Maya, con la característica barba "chivita", boina, camiseta a rayas, cuello alto y anteojos oscuros.

Beatnik es un término inventado en 1958 por el periodista estadounidense Herb Caen con el fin de parodiar y referirse despectivamente a la generación beat y sus seguidores, apenas meses después de que se publicara En el camino (On the Road), la novela-manifiesto del movimiento, escrita por Jack Kerouac.
Aunque los escritores beat rechazaron el término por despectivo, el mismo fue adoptado y difundido ampliamente por los medios de comunicación, aplicándolo a un estereotipo juvenil distinguible por la forma de vestirse y arreglarse que se hizo moda, y relacionándolo con una actitud proclive a la holgazanería, el desenfreno sexual, la violencia, el vandalismo y las pandillas de delincuentes. Con el tiempo la denominación terminó siendo aplicada de manera indiscriminada, tanto al estereotipo, como a los artistas de la generación beat y sus seguidores.
Los beats y los beatniks se diluyeron en la segunda mitad de la década de los sesenta, inmersos en los movimientos contraculturales como los encarnados por los hippies, el rock, la revolución sexual, las luchas antirracistas y contra la guerra de Vietnam. Fuera de Estados Unidos, ambos términos beat y beatnik fueron utilizados como sinónimos, sin percibir el sentido paródico del segundo.

## Etimología
La palabra beatnik fue acuñada por Herb Caen, un popular periodista de San Francisco, para referirse a los beats o la generación beat, que habían establecido su principal centro de reunión en la Playa Norte de la ciudad. Caen, quien varios años después ganaría el Premio Pulitzer, utilizó el término en un artículo escrito en el San Francisco Chronicle el 2 de abril de 1958, fusionando las palabras beat y sputnik. El Sputnik 1 fue el primer satélite artificial y había sido lanzado por la Unión Soviética seis meses antes, convirtiéndose en un símbolo, tanto del poderío soviético como de la amenaza de destrucción nuclear de los EE. UU. en el marco de la Guerra Fría, debido a lo cual desató una ola de temor masivo entre los estadounidenses. Al vincular a la generación beat con el Sputnik soviético, el objetivo era mostrarla como "no americana" (no estadounidense). En algunos sitios web se menciona erróneamente que la palabra derivó de la fusión de los términos beat y nudnik, término idish que significa ‘aburrido’ u ‘obtuso’.
Criticando la tergiversación del término, Allen Ginsberg, uno de los principales referentes de la generación beat, escribió una carta al The New York Times, luego de que el periódico la utilizara reiteradamente en un artículo referido al escritor, para deplorar «la engañosa palabra beatnik»", diciendo que «si hubieran sido los beatniks y no los iluminados poetas beat quienes hubieran invadido este país, no habrían sido creados por Kerouac sino por la industria de los medios de comunicación  de masas, dedicados constantemente al lavado de cerebro del Hombre».
Por su parte Jack Kerouac, quien inicialmente había definido el término beat como "abatido, despreciado y maltrecho" (beat down), ocho meses después precisó su significado en el Foro Brandeis «¿Hay una generación beat?» («Is There A Beat Generation?») realizado el 6 de noviembre de 1958 en el Hunter College Playhouse de Nueva York. Los panelistas eran el propio Kerouac, James A. Wechsler, el antropólogo de Princeton Ashley Montagu y el escritor Kingsley Amis. Wechsler, Montagu y Amis se presentaron vestidos con trajes, mientras Kerouac lo hizo con jeans negros, botas y una camisa a cuadros blancos y negros. Leyendo un texto que ya tenía preparado, Kerouac reflexionó sobre el significado y el sentido de «lo beat»:

Es debido a que soy beat, esto es, que creo en la beatitud y en que Dios ama tanto el mundo que le dio a su hijo único... ¿Quién sabe, si el universo no sea realmente un vasto mar de compasión, la verdadera miel sagrada, debajo de toda esta muestra de personalismos y crueldad?

## La diferencia entrebeatybeatnik

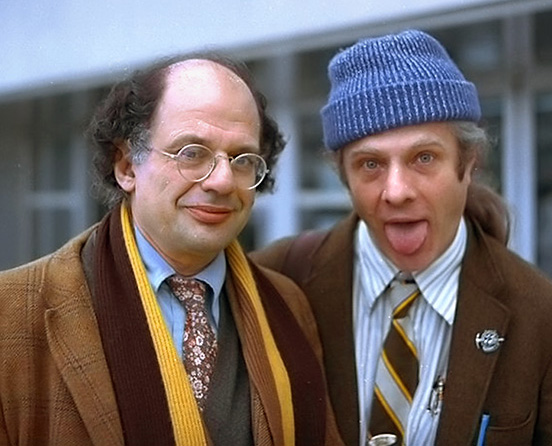
Allen Ginsberg y Peter Orlowski.

En la jerga local estadounidense de la época, el término beat indicaba la cultura, la actitud y la literatura, mientras que la palabra beatnik se utilizaba para estereotipar la cultura beat, tal como aparecía en los personajes de historieta, muchas veces violentos, que difundían los diarios y revistas.

Beat era un modo de ser, dijo el profeta (Ginsberg); beatnik era ropa de moda. Beat era identidad; beatnik era imagen.

Esta distinción entre beat y beatnik ha sido analizada por el profesor Ray Carney de la Universidad de Boston, una autoridad en cultura beat, en The Beat Movement in Film, una serie de notas suyas realizadas en ocasión de una muestra de 1995 organizada por el Museo Whitney:

Gran parte de la cultura beat expresa una posición negativa antes que positiva. Estuvo animada por un vago sentimiento de displacer e insatisfacción cultural y emocional, y un anhelo, antes que por un propósito o programa específico.

Sería mucho más fácil si sólo buscáramos películas con beatniks. El periodista de San Francisco Herb Caen acuñó la palabra (que, a partir de un sarcástico juego de palabras con el recientemente lanzado Sputnik de los rusos, intentaba aparentemente poner en duda la americanidad-desangre-roja-blanca-azul de los beatniks). Y los medios de comunicación popularizaron el término. Dobie Gillis, la revista Life, Charles Kuralt y una hueste de conductores de espectáculos y periodistas redujeron lo beat a una serie de tontas superficialidades externas que han permanecido entre nosotros desde entonces: chivas, anteojos de sol, lecturas de poesía, cafés, holgazanes y jerga "cool, man, cool".

Los términos generación beat y beat corresponden al movimiento literario antimaterialista iniciado a comienzos de la década del 50 entre los que se destacaron escritores como Jack Kerouac, John Clellon Holmes, Allen Ginsberg, Timothy Leary, Neal Cassady y William Burroughs, que a mediados de los años 60 se diluyó como tal para influir decisivamente en los movimientos contraculturales juveniles desarrollados en la segunda mitad de la misma, y particularmente en músicos claves, como Bob Dylan, Syd Barrett,  The Fugs (en donde contribuyó directamente Allen Ginsberg), The Doors y The Beatles.
La filosofía beat era básicamente contracultural, antimaterialista, anticapitalista y antiautoritaria, que «remarcaba la importancia de mejorar la interioridad de cada uno más allá de las posesiones materiales y de las reglas impuestas por el sistema». Otorgaron una gran importancia a la libertad sexual y a las drogas como ayudante de la exploración interior. Algunos escritores beat se acercaron a las religiones orientales como el budismo y el taoísmo. En política tendían a ser demócratas o socialdemócratas de centro izquierda (llamados "liberals" en EE. UU.), apoyando causas como las luchas antirracistas de esos años, aunque algunos de sus integrantes como William Burroughs, adhirieron a ideas paleoconservadoras. En el arte adoptaron una actitud abierta hacia la cultura afronorteamericana, algo que resultó muy notable en el jazz y el rock and roll, aunque la generación beat manifestó una abierta preferencia por el jazz moderno y un cierto desprecio por el rock and roll.
En su artículo para 'Esquire, «Aftermath: The Philosophy of the Beat Generation», Jack Kerouac se opone a esta distorsión de sus ideas:

La generación beat, que fue una visión que tuvimos John Clellon Holmes y yo, y Allen Ginsberg de un modo incluso más salvaje, a fines de los cuarenta, de una generación de locos, iluminados hipsters apareciendo de repente y deambulando por América, serio, vagando y haciendo dedo en todas partes, desaliñados, beatíficos, lindos en un desagradablemente gracioso nuevo modo beat —una visión cosechada por la manera en que escuchábamos pronunciar la palabra beat en las esquinas de Times Square y el Village, en otras ciudades en las noches céntricas de la postguerra—, significando bajo y excluido pero lleno de intensa convicción. Nosotros oímos incluso a los viejos padres hipsters callejeros de 1930 utilizar la palabra de ese modo, con sarcástica melancolía. Nunca significó delincuentes juveniles; significó personajes de una espiritualidad especial que no formaban pandillas sino que eran solitarios Bartlebys instalados del otro lado del muerto ventanal de nuestra civilización.

## El estereotipo beatnik: entre la persecución y la parodia

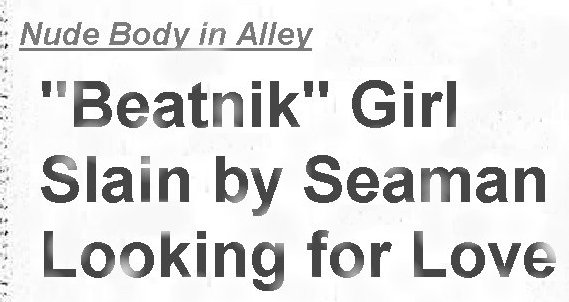
Portada del San Francisco Chronicle de junio de 1958: "Cuerpo desnudo en un callejón. Chica beatnik asesinada por un marinero en busca de amor".

Desde fines de la década del 50 los medios de comunicación reflejaron y difundieron reiteradamente el estereotipo del joven beatnik (antiamericano, holgazán y delincuente), apartándose del perfil rebelde y solitario, relacionado con la cultura beat, que habían presentado actores como James Dean y Natalie Wood en Rebelde sin causa (1955).
En junio de 1958, Connie Sublette, una de las jóvenes que frecuentaban el grupo beat que solía instalarse en los bares expreso y realizar reuniones en la Playa Norte de San Francisco (zona que comenzó a ser conocida como "Beatnik Land"), resultó asesinada por un marinero negro con el que estaba manteniendo relaciones sexuales.
El hecho fue cubierto por el San Francisco Chronicle de modo sensacionalista con el siguiente título de portada: «Cuerpo desnudo en callejón. Chica beatnik asesinada por marinero buscando amor». Pocos días después el alcalde de la ciudad daba su opinión sobre el caso y la "Generación beat":

Un nombre tan distinguido para glorificar todo tipo de delincuencia es demasiado "moderno" para mí. No me importa como ellos llamen a la gente —beatniks, eatniks o deadbeats— no se puede excusar la adicción a los narcóticos o la prostitución sólo porque alguien se llame a sí mismo artista o escritor. Las órdenes son de no hacer favores especiales a los beats.

En el marco del caso de «la chica beatnik estrangulada» el Chronicle publicó dos artículos titulados «Vida y amores entre los beatniks», escritos por Allen Brown, en el que se describe el día típico de un beatnik: levantarse tarde, sin bañarse ni afeitarse o limpiarse los dientes, poniéndose la primera vestimenta a mano tomada al azar de una pila de ropa sucia y pasar el resto del día en la casa de rosquillas (bagel shop) gastando todo su dinero en café. Brown concluye diciendo que «casi todos los beatniks quieren morir pero, casi tanto como la muerte, aman hablar».

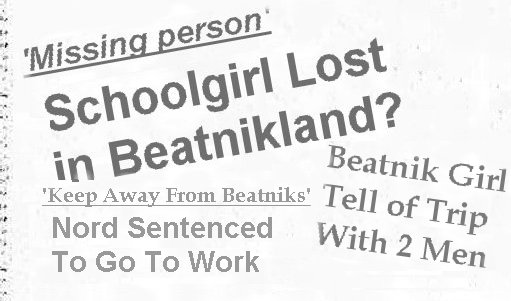
Titulares del San Francisco Chronicle de 1958 referidos al juicio contra el "Rey de los Beatniks".
• "Persona desaparecida: ¿Estudiante secundaria perdida en Beatnikland?"
• "Chica beatnik narra un viaje con 2 hombres".
• "Manténgase lejos de los beatniks: Nord sentenciado a trabajar".

Casi simultáneamente los medios de la ciudad anunciaron la desaparición de otras dos "chicas beatnik", menores de edad, presentándolas con evidente intencionalidad como "voluptuosas". Las jóvenes en realidad se habían ido de viaje durante el fin de semana con Eric "Big Daddy" Nord, titular del club Nord’s Party Pad, conocido como el "Rey de los Beatniks" y un amigo. Ambos beatniks fueron detenidos, encarcelados y condenados "a trabajar" con libertad condicional de tres años, por un jurado local, con el argumento de que habían "inducido al crimen" a dos menores edad. El fallo fue muy criticado por su evidente arbitrariedad, resultante a su vez de un notable prejuicio antibeatnik. Al dar a conocer la decisión, el juez dijo: «Usted y sus amigos en beatnikland enfatizan sus inusuales modos de dar la impresión de que usted tiene talento, habilidad y categoría, cuando en realidad, cualquier persona que lo mire, se da cuenta de que usted no tiene talento alguno».
En la televisión estadounidense los beatniks aparecieron con el personaje de Maynard G. Krebs, interpretado por Bob Denver en la popular comedia The Many Loves of Dobie Gillis (1959-63), consolidando el estereotipo del beatnik enemigo del trabajo. El personaje de Shaggy en el dibujo animado Scooby-Doo, creado a fines de la década del 60, está inspirado en el de Maynard G. Krebs.

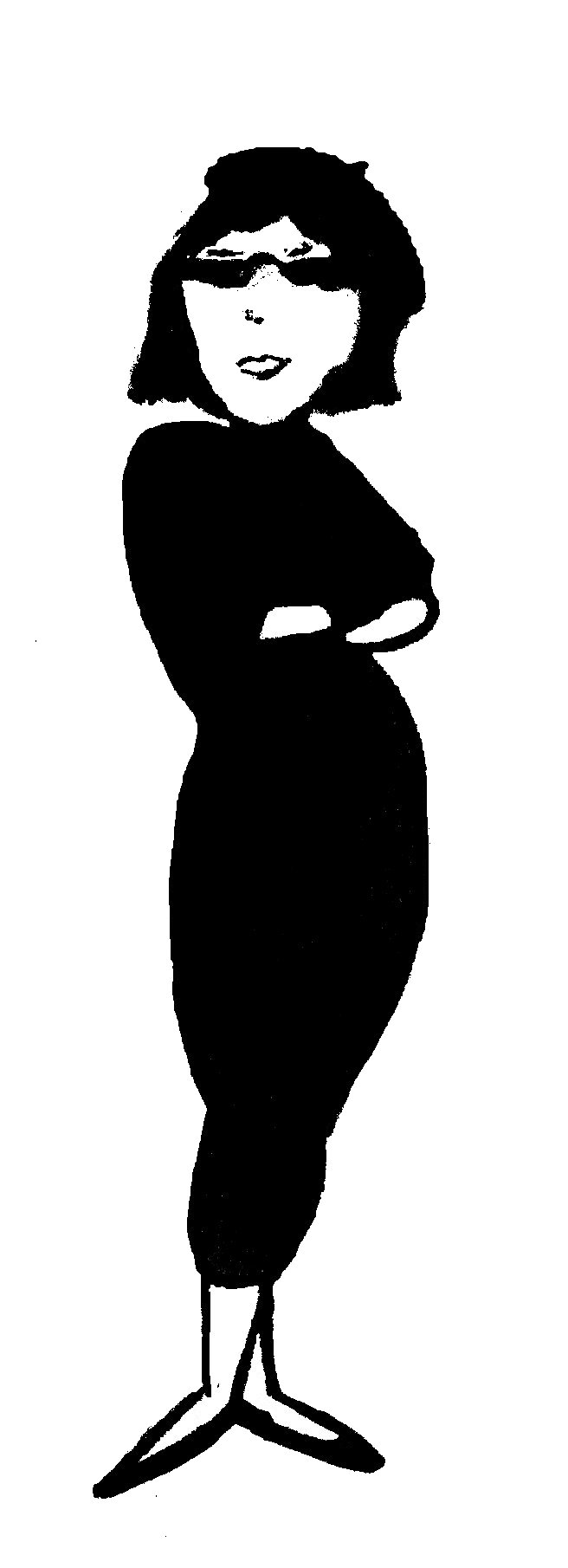
Estereotipo de "chica beatnik".

En 1959, se estrenó la película The Beat Generation asociando al movimiento con el crimen y la violencia. Lo mismo sucedió al año siguiente con el film The Beatniks. Esta distorsión se aplicaría también a los hippies unos años después. Otras películas que difundieron el estereotipo del beatnik violento fueron High School Confidential (1958), The Bloody Brood (1959), The Rebel Set (1959), Beat Girl (1960), The subterraneans (1960) y The wild ride (1960).
A mediados de 1959, un psiquiatra llamado Francis Rigney, quien compartió varios meses con el grupo de beatniks que frecuentaban Playa Norte, haciéndose pasar por uno de ellos, difundió en los medios una pseudo investigación llamada "100 Noches con los Beats". En ella, Rigney afirma que el grupo estaba integrado por unos 150 jóvenes, de los cuales un tercio eran mujeres, que promediaban los 23 años, mientras los hombres eran siete años mayores. Casi la mitad eran jóvenes residentes en la costa este del país (un 10 % de la ciudad de Nueva York) que pasaban los fines de semana o los veranos en San Francisco, mientras que un 20 % eran residentes del área. En el grupo había una gran cantidad de artistas, principalmente escritores, que habían alcanzado cierta notoriedad. El informe destaca el predominio de conductas abiertamente sexuales o violentas entre los miembros del grupo. En cuanto a la apariencia, el psiquiatra menciona el predominio del look Ivy League, así como el suéter holgado negro. Finalmente, entre sus conclusiones el psiquiatra sostiene:

Ellos han hecho de la sociedad un chivo expiatorio de su propia neurosis... Han salido de la sociedad y como cualquier grupo de gente enferma quieren que los dejen solos.

Life fue el medio que más insistió en imponer el término beatnik con su significado de movimiento "antiamericano" y "degradado". El 21 de septiembre de 1959 la revista publicó un artículo titulado «Squaresville U.S.A. vs. Beatsville» (traducible como "Villa Honesta EE. UU. vs. Villa Beat") en el que cuenta la historia de tres adolescentes del pequeño pueblo de Hutchinson, Kansas, que "confundidas" por el movimiento beat, habían invitado a su pueblo a Lawrence Lipton, uno de sus principales referentes, autor de Holy Barbarians y director de la Gas House, centro de reunión de la generación beat, en Venice, Los Ángeles. Life continúa contando que cuando los padres se enteraron de la inminente «invasión beatnik», recurrieron inmediatamente a la policía para evitarla. Tal como refiere la revista, la respuesta de la policía fue contundente: «un beatnik es alguien que no le gusta trabajar; cualquiera que no le guste trabajar es un vagabundo y un vagabundo, por aquí, va a parar a la cárcel». Life también consigna la opinión de una de las adolescentes:

Sabemos que los beatniks no son buenos, pero pensábamos que ellos simplemente se vestían como zaparrastrosos y hablaban raro. Ahora sabemos que se casan sin hacer los trámites y cosas así.

En 1971, el periódico San Francisco Chronicle, que tanto hiciera para construir el estereotipo negativo, describía a los beatniks como «gente que tenía una alegría de vivir que encendía una luz en los ojos, voces vitales y gestos enérgicos», contraponiéndolos a los hippies y su «desapego por la vida».

## Mercantilización y moda

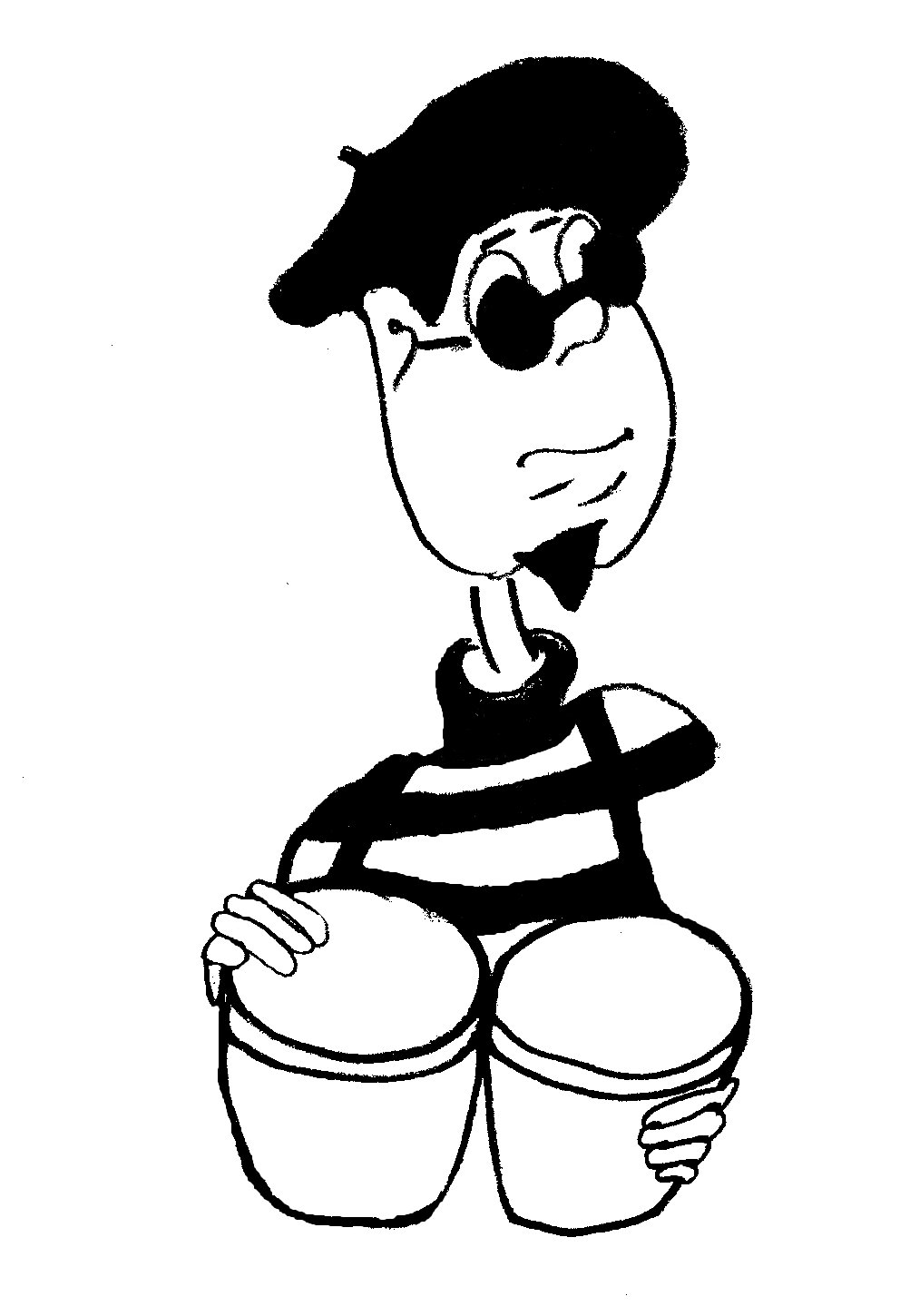
Estereotipo de beatnik.

En su memoria Minor Characters (Houghton Mifflin, 1987), Joyce Johnson describió cómo «lo beat» fue estereotipado y absorbido por el sistema comercial estadounidense:

La generación beat vendió libros, vendió suéteres de cuello alto y bongoes, boinas y anteojos negros, vendió un estilo de vida que parecía graciosamente peligrosa, que podía ser tanto condenado como imitado. Los matrimonios suburbanos podían organizar fiestas beatnik los sábados a la noche y beber demasiado y manosear a las esposas de los otros.

Ann Charters, en Beat Down to Your Soul: What Was the Beat Generation? (Penguin, 1991) observó como el término beat fue apropiado para volverse una herramienta de marketing:

El término fue tomado porque puede significar cualquier cosa. Puede incluso ser explotado a la afluencia de las extraordinarias invenciones tecnológicas de la época. Casi de inmediato, por ejemplo, la publicidad de las empresas grabadoras de Nueva York usaron la idea de Generación Beat para vender sus nuevas grabaciones de larga duración en vinilo.

Kenneth Rexroth, quien llegara a ser considerado el padre de los beats, escribió un artículo titulado «La comercialización de la imagen del rebelde», sosteniendo que «la cosa más deplorable de la aparición de lo beatnik fue que eclipsó un movimiento disidente que tenía el potencial de crear un cambio real».

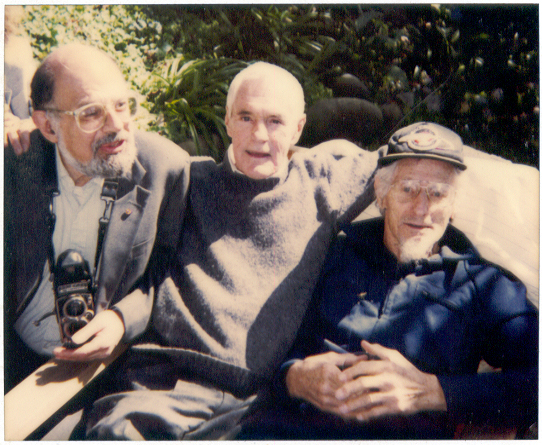
Allen Ginsberg, Timothy Leary y John C. Lilly: escritores de la generación beat. El término beatnik fue creado para descalificar y parodiar ese movimiento.

Por ese tiempo se generalizó la tendencia entre los estudiantes de Estados Unidos a adoptar como moda el estereotipo beatnik, generalizándose entre los varones el uso de la barbita "chiva", boina, remera a rayas horizontales, anteojos negros, suéteres de cuello alto, liar sus propios cigarrillos y tocar el bongó.
Para las mujeres la moda era mallas negras, calzas o pantalones ajustados hasta media pierna, anteojos negros, camisa anudada al pecho o amplios suéteres, calzado sin tacón o simplemente descalzas y pelo largo, sin arreglos ni adornos, en muestra de rebeldía contra los estándares de la clase media que establecían que la mujer debía tratar su pelo para tenerlo permanentemente arreglado ("la permanente").
La moda beatnik generó también una jerga especial, caracterizada por el uso de términos y expresiones desenfadadas, muchas de las cuales han persistido, como "cool man" (traducible como "buena onda, tío"), "daddy-o" (traducible insuficientemente como papi o papito), para dirigirse a otros, "rad" (genial), etc. El hombre beatnik era referido como un "beatnik cat", un "gato".
La moda beatnik también fue reflejada en los medios de comunicación. En la película Me enamoré de una bruja (Bell, Book and Candle, 1958), la protagonista (Kim Novak) era una bruja beatnik. El personaje de historieta Archie fue caracterizado como un beatnik en la década de 1960. El musical y la película Grease (1978), esta última protagonizada por John Travolta y Olivia Newton-John, también están ambientados en el momento de la moda beatnik. Finalmente, en Los Simpson los padres de Ned Flanders son retratados como beatniks.

## Beatniksen Iberoamérica
En Iberoamérica los términos beat y beatnik llegaron como sinónimos, sin que se percibiera la significación política peyorativa que el segundo poseía en Estados Unidos. Tampoco se difundió el estereotipo comercial ni la moda asociada al movimiento. Al menos cuatro bandas de rock iberoamericanas (Argentina, Brasil, Chile, México) adoptaron como nombre Los Beatniks y un grupo de escritores, se formó bajo su influencia.
En Argentina, en 1962, se formó el Grupo Opium, integrado por poetas y escritores jóvenes insertos claramente en una corriente de rechazo. El Grupo Opium estaba integrado entre otros por Mariani, Ruy Rodríguez y Sergio Mulet, se reunía en el bar Moderno de Buenos Aires (Maipú 918) y se vinculó con músicos de jazz y sobre todo de rock que darían lugar al llamado «rock nacional» argentino. La revista Eco (Miguel Grinberg) los definió entonces como «los beatniks argentinos», en tanto que el periodista Héctor Zimmerman de la revista Claudia, rechazaba la viabilidad de una corriente beat en un país del Tercer Mundo:

¿Beatniks en Argentina? Eso está bien para los países en que todo funciona perfectamente. Pero acá, lo único que cabe es patalear contra el caos. Nuestro beatnikismo es un ikebana del escándalo.

En México el movimiento beatnik fue llamado "la onda", incluyendo escritores como José Agustín y Jorge Garcia Robles, en una primera etapa y en una segunda, Armando Vega Gil, con su alter ego Armiados Gueva Vil.

## Beatniksmodsen Inglaterra ybeatnik ye-yeen España
Desde finales de la década del 50 los jóvenes ingleses se dividieron en dos grandes tendencias: los beatniks y los teddy boys o teds. Mientras los beatniks ingleses adoptaban una actitud pasiva y el gusto por el modern jazz, los teds manifestaban su preferencia por el rock and roll estadounidense y un activismo racista contrario a los británicos provenientes de las colonias caribeñas. Para comienzos de la década de 1960, ambos grupos se habían diluido para dar origen, respectivamente, a dos tribus enfrentadas: los mods y los rockers. Los beatniks, ya devenidos en mods (nombre tomado de modern jazz) fueron la primera generación de trabajadores ingleses que recibió como iguales a los migrantes británicos provenientes de las colonias. Adoptaron el scooter como forma de movilidad barata, y se guiaron por el lema de «Vida limpia bajo circunstancias difíciles», creado por Pete Meaden, uno de sus grandes referentes. Los mods terminaron diluyéndose a finales de la década de 1960. En España, el boom turístico de los años 60 impulsó la aparición de una versión española de los mods ingleses, que se llamó "ye-ye", a veces también mencionados como "beatnik ye-yes". De esta corriente surgieron bandas como Los Salvajes o Los Sírex en Barcelona.[cita requerida]

## Epílogo
Tanto la cultura beat como la moda y el estereotipo beatnik, se extendió durante la primera mitad de la década de 1960 para transformarse y evolucionar en el movimiento hippie y la etapa contracultural del rock inaugurada por Bob Dylan y The Beatles, también objeto de estereotipos y simplificaciones en los medios de comunicación y una moda específica.[cita requerida]
El estereotipo beatnik inauguró una tendencia de sospecha y persecución contra las manifestaciones culturales de los jóvenes, que terminó extendiéndose, en algunos países, a la juventud misma.